# Gotor
Gotor es un municipio español de la provincia de Zaragoza en la comunidad autónoma de Aragón. Tiene un área de 15,52 km² con una población de 302 habitantes (INE 2020) y una densidad de 20,23 hab/km².

## Toponimia
Su nombre puede proceder del topónimo árabe غدور GUDŪR, charcos, lagunas, que el río Aranda aún conserva en forma de bosques de ribera.
Sin embargo, según Ramón Menéndez Pidal, el nombre Gotor es de origen visigótico.

## Geografía
Emplazado a 608 m s. n. m., Gotor se encuentra al pie de la sierra de la Virgen —perteneciente al sistema Ibérico—, en el valle del río Aranda, afluente del Jalón. La temperatura media anual es de 12 °C y la precipitación anual, 500 mm.

## Prehistoria y arqueología
En las inmediaciones de Gotor, sobre una suave elevación en la margen izquierda del Aranda, se encuentra el yacimiento de un poblado celtíbero que data de, aproximadamente, la segunda mitad del siglo V a. C. El asentamiento recibe el nombre de «El Calvario» y fue un importante centro metalúrgico elaborador de hierro.
Se han podido identificar hasta tres destrucciones violentas del poblado en un lapso de tiempo relativamente breve, desde finales del siglo III a. C. hasta el primer cuarto del siglo I a. C. A las dos primeras siguió la reconstrucción y remodelación total de las estructuras, pero tras la tercera se produjo el abandono definitivo del asentamiento.
Se piensa que esta última y definitiva destrucción corresponde a la guerra de Sertorio, que tuvo lugar en la península ibérica en esa época: el grado de destrucción del poblado y el abandono total indican la participación de un agente con un  potencial militar definitivo. Se ha propuesto que la destrucción tuvo lugar en 74 a. C. y fue llevada a cabo por el ejército de Metelo Pío.

## Historia
El nombre de Gotor algunos dicen que deriva del latín gotorum, que podría significar “lugar de godos”. Esta teoría hizo pensar en un posible origen visigodo aunque esta zona, según avala la arqueología, estuvo habitada mucho antes, en época celtíbera, en el pago conocido como Las Tres Cruces. Al parecer la actual población se levanta sobre una villa romana, posteriormente ocupada por los visigodos y después por los musulmanes- El barrio árabe de la localidad estaba formado por casas de adobe y puertas con el característico arco de herradura, entre las que se encuentra la que fue la casa de la familia dominante y que existe todavía. Hacia 1120 los cristianos reconquistan la zona.
Durante poco más de un siglo la villa de Gotor estuvo en manos de varios tenientes pero en el año 1250 Jaime I el Conquistador otorgó el título y las tierras de la baronía de Gotor a su ahijado, conocido como Jaime de Mallorca por su nombre cristiano. Este hombre fue hijo del último valí almohade de Mallorca. Cuando Jaime I conquistó la Isla el joven tenía 13 años. Cuenta la historia que el Conquistador decidió adoptarlo y procuró que se educase en el cristianismo. El joven tomó el nombre de Jaime y se casó con María de Alagón. El regalo del batallador fue la baronía de Gotor, castillo que compró a los monjes de Piedra. Uno de los descendientes del hijo del valí de Mallorca fue D. Pedro Martínez de Luna y Gotor, el Papa Luna. 

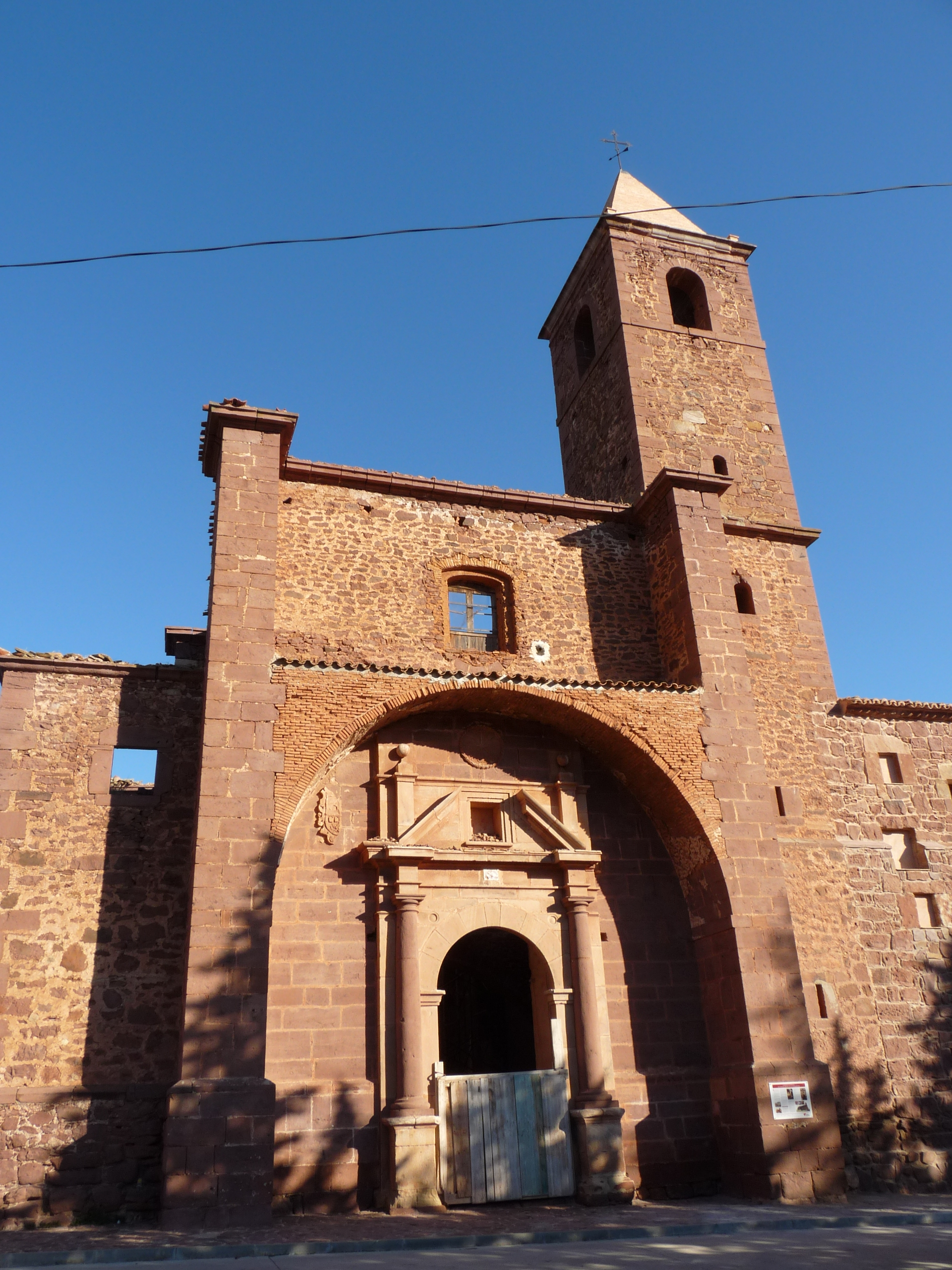
Convento de Nuestra Señora de la Consolación

Después de la Reconquista, la villa fue señorío de la casa de Illueca, del linaje de los Martínez de Luna, una de las ocho casas nobles de Aragón. De esa época es la construcción más notable de Gotor, el convento de Nuestra Señora de la Consolación, de la orden de los dominicos, erigido en el siglo XVI.
Con el tiempo el título formó parte del patrimonio de los Condes de Morata y cuando Dª Apolonia Martínez de Luna vendió sus títulos estos se unieron al de Marqués de Villaverde. En la actualidad el Barón de Gotor es José María Martínez Bordíu y Bassó.
Ya en el siglo XIX, durante el trienio liberal (1820-23), el territorio del antiguo reino de Aragón se dividió en cuatro provincias: Huesca, Zaragoza, Teruel y Calatayud (1822); Gotor quedó dentro de la provincia de Calatayud hasta 1823.
Pascual Madoz, en su Diccionario geográfico-estadístico-histórico de España y sus posesiones de Ultramar de 1845, describe a Gotor en estos términos:

Tiene sobre 140 casas, inclusa la del ayuntamiento y cárcel... iglesia parroquial (Santa Ana), servida por un cura propio, un convento estramuros bastante deteriorado, que fué de Santo Domingo, una ermita dedicada á Santa Bárbara fuera del pueblo en el camino  de lllueca... 3 batanes, un molino de aceite y otro harinero.

## Demografía
Gotor cuenta con una población de 306 habitantes (INE 2024).
| Gráfica de evolución demográfica de Gotor entre 1842 y 2021                                                         |
| |
| Población de derecho según los censos de población del INE Población de hecho según los censos de población del INE |

El censo de 1857 registra una población de 851 habitantes para la localidad.
A lo largo de la primera mitad del siglo XX, la población de Gotor se mantuvo siempre por encima de los 500 habitantes, pero el retroceso que se inició en la década de 1950 se mantiene hasta nuestros días. En 2020 la población de Gotor es de 302 habitantes.

## Administración y política
| Período   | Alcalde                       | Partido |  |
| --------- | ----------------------------- | ------- |  |
| 1979-1983 | Marcos Emilio Solanas Asensio | UCD     |  |
| 1983-1987 | Manuel Sebastián              | PSOE    |  |
| 1987-1991 | Manuel Sebastián              | PSOE    |  |
| 1991-1995 | Manuel Diez Cisneros          | PAR     |  |
| 1995-1999 | Juan Antonio Solanas          | PSOE    |  |
| 1999-2003 | Gregorio Marín Vela           | PP      |  |
| 2003-2007 | Rosa Lopez García             | PAR     |  |
| 2007-2011 | José Ángel Calvo Ayora        | PSOE    |  |
| 2011-2015 | José Ángel Calvo Ayora        | PSOE    |  |
| 2015-2019 | José Ángel Calvo Ayora        | PSOE    |  |
| 2019-2023 | José Ángel Calvo Ayora        | PSOE    |  |

| Partido político    | Partido político                                   | 2003   | 2007   | 2011   | 2015   | 2019   |
| Partido político    | Partido político                                   | Ediles | Ediles | Ediles | Ediles | Ediles |
|                     | Partido de los Socialistas de Aragón (PSOE-Aragón) | 3      | 4      | 4      | 4      | 5      |
|                     | Partido Aragonés (PAR)                             | 3      | 3      | 2      | 2      | 2      |
|                     | Partido Popular de Aragón (PP)                     | 1      | —      | 1      | 1      | —      |
| Total de concejales | Total de concejales                                | 7      | 7      | 7      | 7      | 7      |

## Patrimonio

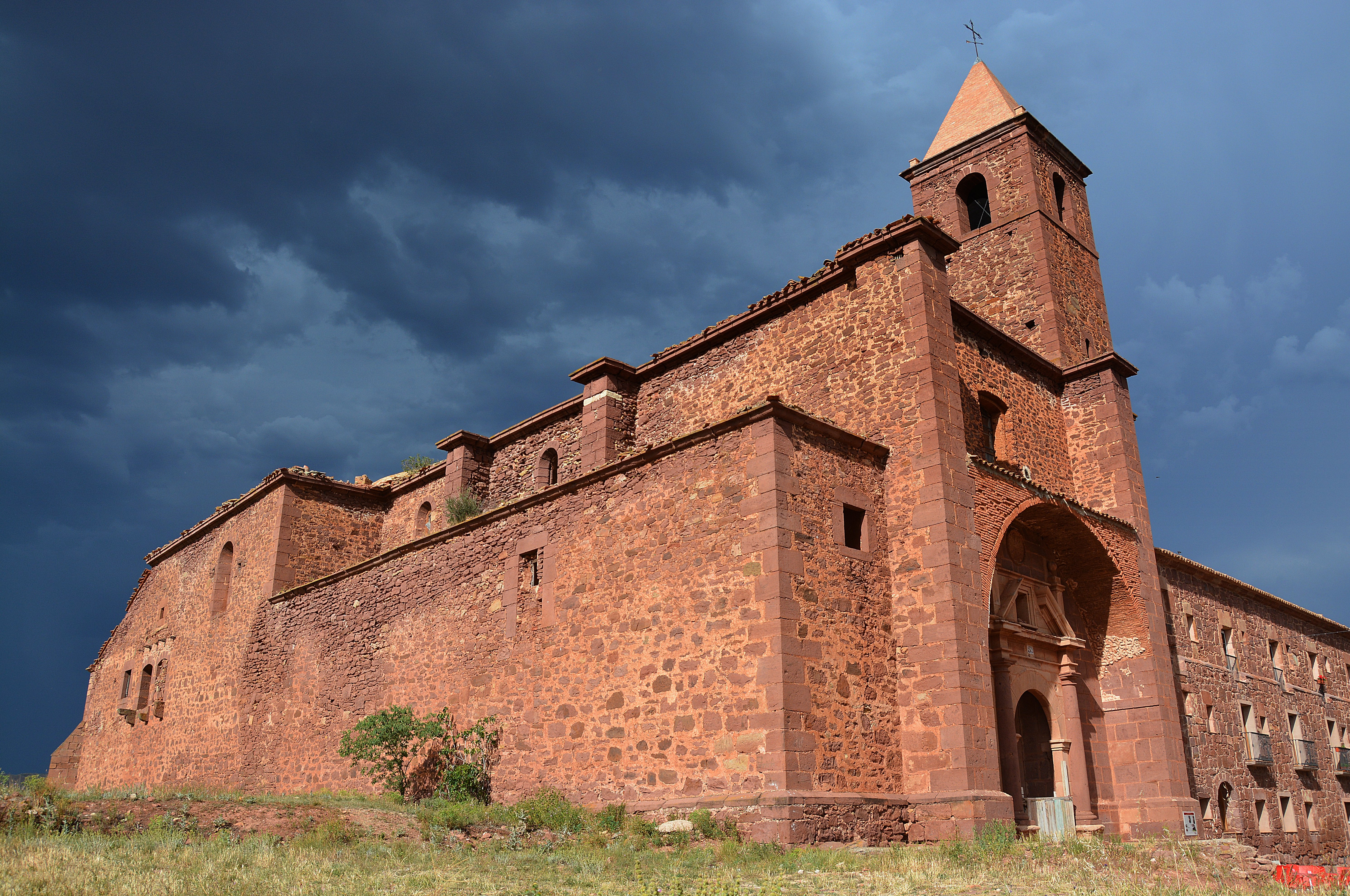
Convento dominico de Gotor, conjunto formado por una iglesia monumental y un claustro

El convento de Nuestra Señora de la Consolación es un conjunto conventual del siglo XVI.
Al exterior, destaca especialmente la fachada principal, que consta de dos partes diferenciadas que corresponden a la iglesia y a las habitaciones de los monjes. La iglesia, de una sola nave, se cubre con cúpula semiesférica sobre pechinas en el tramo central del crucero; bajo este está el panteón familiar de los Luna, donde se han encontrado varios cuerpos embalsamados.
El conjunto es de grandes dimensiones y está realizado en mampostería combinada con sillares de refuerzo en los ángulos, contrafuertes y marcos de los vanos.

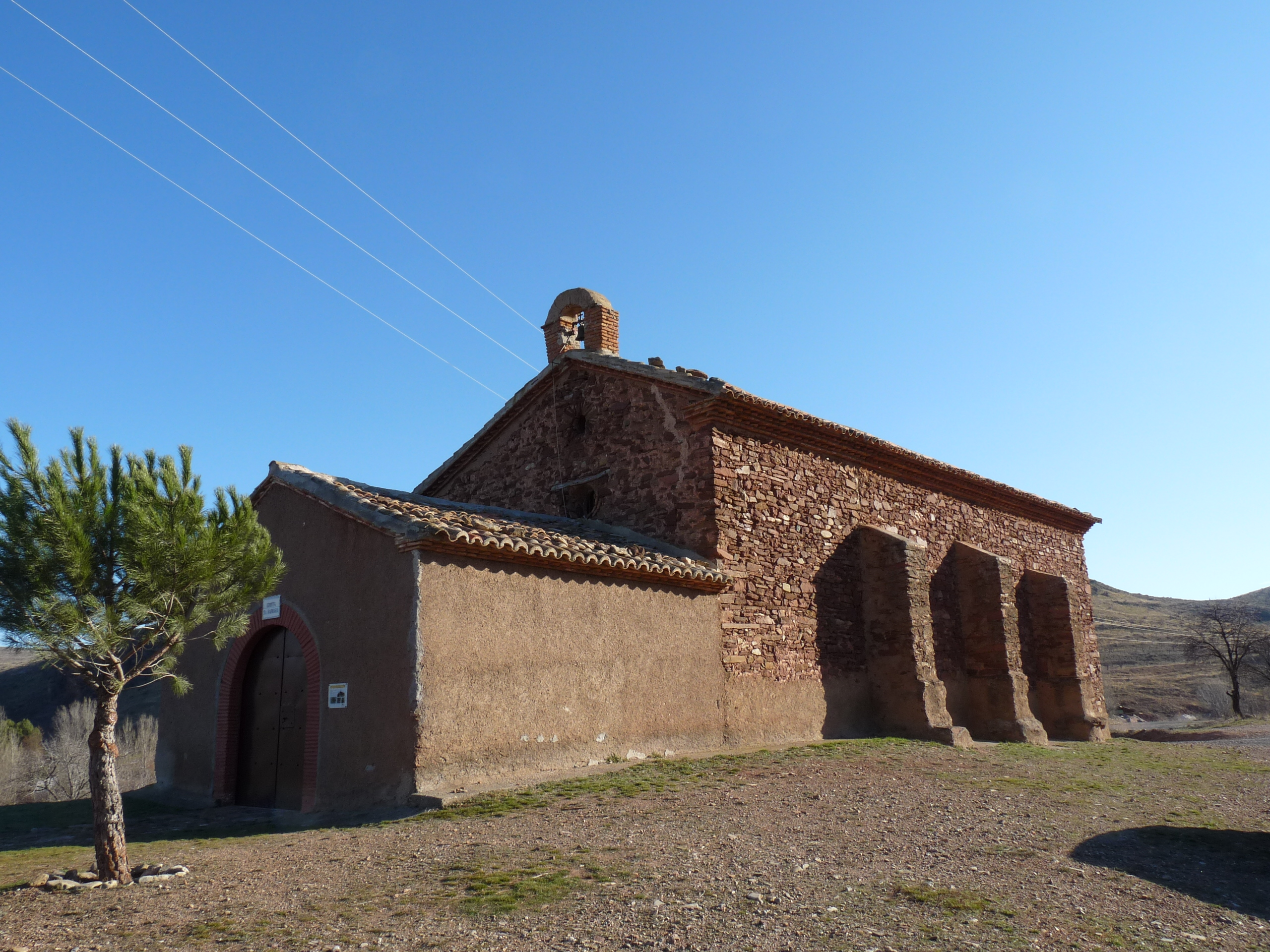
Ermita de Santa Bárbara, situada frente a la villa

La iglesia de Santa Ana, construida en el siglo XVII, presenta el clásico esquema barroco de planta rectangular, con la nave elevada que junto con el transepto y el presbiterio forman una cruz latina. Los tres tramos de la nave, los brazos del crucero y la cabecera se cubren con bóvedas de medio cañón con lunetos.
La ermita de Santa Bárbara está situada en la margen derecha del Aranda, frente a la villa, es de origen visigodo y fue reedificada en el siglo XVII. Está construida en piedra arenisca y mortero de cal.

## Fiestas
- Las celebraciones patronales discurren los días 25 y 26 de julio, celebrando Santiago y Santa Ana.
- Los días 15 y 16 de agosto las cofradías conmemoran a la Asunción de la Virgen y San Roque.
- Santa Bárbara se festeja el día 4 de diciembre, con una hoguera popular.

## Deportes
- El fútbol está representado a nivel regional por el Gotor FC, que actualmente compite en el Subgrupo III-II de la Segunda Regional Aragonesa.
